# Hamadou Souley

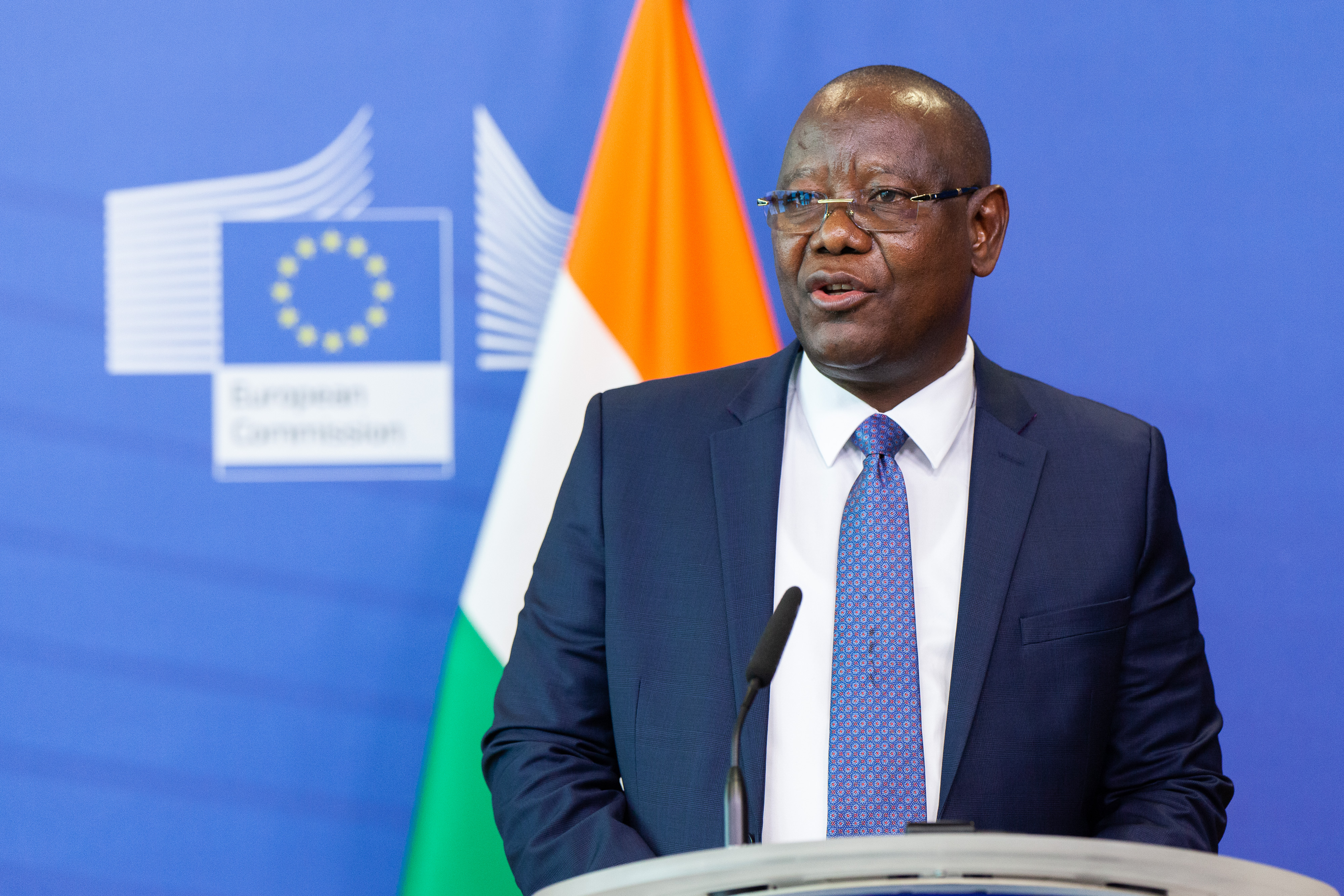
Hamadou Souley

Hamadou Amadou Souley ist ein nigrischer Politiker, der bis zu seiner Verhaftung während des Putsches in Niger 2023 als Innenminister diente.